# Adele Goldstine
Adele Goldstine   (Nova York, 21 de desembre de 1920 - novembre 1964) va ser una científica informàtica estatunidenca. Va dirigir l'equip de programadores i va contribuir en el desenvolupament del primer ordinador electrònic digital, l'ENIAC, i en va elaborar el primer manual tècnic i els primers programes. Va ser una famosa programadora gràcies a que va escriure la descripció tècnica completa de la primera computadora electrònica digital del ENIAC.
Va aconseguir convertir una computadora que requeria ser programada cada cop que s'utilitza on podia executar una sèrie de cinquanta instruccions ja emmagatzemades.

## Biografia
Goldstine va néixer a la ciutat de Nova York el 21 de Desembre de 1920. Els seus pares eren jueus. Va assistir al Hunter College i molt més tard es va llicenciar a la Universitat de Michigan, on va aconseguir una maestría en matemàtiques. Més relacionat amb la seva vida personal, a Michigan va conèixer el que seria el seu futur marit; Herman Goldstine un militar i administrador del desenvolupament d'ENIAC, amb qui es va casar a 1941.
Va ensenyar matemàtiques a les dones “calculadores” a la Moore School of Electronic Engineering. A més a més va poder entrenar algunes de les dones en programació, convertint-se en les sis programadores originals de la ENIAC; on van realitzar càlculs sobre la trajectòria de llançament a mà.
Goldstine va escriure el manual dels operadors després de les aportacions de les altres sis operadores; aquestes van ser: Kay McNulty, Betty Jean Jennings (Jean Bartik), Betty Holberton, Marlyn Wescoff, Frances Spence y Ruth Teitelbaum.
Totes aprenen a utilitzar ENIAC a través de la lògica i els diagrames de blocs electrònics. En aquest període la programació de la màquina significa moure dials i cables.A l'any 1946, Adele juntament amb Bartik i Dick Clippinger van intentar implementar un programa d'emmagatzemament creat en un inici per Clippinger amb relació a l'empresa ENIAC, en la qual els tres treballaven.
També destacar la mirada i aportació de John von Neumann, que va ser consultor de per la selecció del conjunt d'instruccions implementades. Gràcies aquesta solució ja no era necessari desconnectar i connectar els cables contínuament, sinó que el programa es guarda en les tres taules de funcions, que anteriorment s'utilitzaven per emmagatzemar les funcions d'arrossegar una trajectòria.
El programador d'ENIAC Jean Bartik va nombrar a Goldstine un dels seus tres socis principals de programació juntament amb Betty Holberton i Art Gehring. Tots van treballar en el programa anomenat TAUB per l'empresa ENIAC.
Després de la guerra Goldstine va seguir el seu treball de programació amb Von Neumann al Laboratori Nacional de Los Álamos; on va seguir treballant per la ENIAC, en problemes específics que havia de resoldre.
Més personal parlar que va tenir dos fills, nascuts entre 1952-1959. Cap al 1962 va ser diagnosticada amb càncer i el 1964, amb 43 anys, va morir.

## Dintre d'ENIAC
Es va convertir en la primera programadora de l'ENIAC, per després dirigir l'equip de programadores pioneres actualment conegudes com Les dones ENIAC, un equip especialistes en software gràcies al qual, aquella muntanya de relés i cables pot complir el seu objectiu. Aquest grup de sis dones estava format per Kay McNulty, Betty Jean Jennings (Jean Bartik), Betty Holberton, Marlyn Wescoff, Frances Spence i Ruth Teitelbaum.
Es van convertir en una autèntica programadora especialista en la llengua de la màquina i va ser la primera en documentar un manual tècnic de computació.
A l'any 1946 participa en una sèrie de sessions de programació amb Bartik i Clippenger i va ser contractada per ajudar i implementar la Clipinggers's stored program a l'ENIAC.